# 程文政
程文政，現任澳門演藝人協會秘書長，同時亦是澳門著名唱作人、司儀、演員、棟篤笑表演者、口才導師、導演、編劇等。
程文政由獨立歌手演變成今時今日創作人身份，不少作品獨力包辦「曲詞唱」三方面，多年來曾勇奪不少個人創作獎項，除了個人作品，亦為澳門不少音樂人擔任作曲填詞一職，2020年更奪得MACA流行歌曲創作大賽「冠軍歌曲」、「最佳作曲」。
曾與中港澳多位歌⼿合作，包括陳慧敏、馬曼莉、彭永琛等，亦曾參與澳門回歸祖國二十周年《承傳。感恩》聯合音樂會大會主題曲填詞⼀職，以及為內地歌手Erick《A-story》填寫整張專輯，至今曲詞作品超過五十首，近年亦積極舉辦不同創作及幕前幕後⼯作坊，以培養更多創作愛好者，提升澳門的創作⽂化。
除了音樂方向，程文政曾演出多套電影、微電影、電視節目、音樂劇及舞台劇，亦曾跟香港著名舞台劇演員詹瑞文、甄詠蓓、黃秋生等多位老師學習演出以外，更參與幕後工作，例如導師、導演、編劇、配音等。
程文政更是澳門首位七次自編自導自演「棟篤笑」之藝人，近年嘗試執導，音樂劇場《一念》以及演唱會與戲劇導演。
2015年更拿下香港新城勁爆新登場海外歌手銀獎，帶領本地音樂走出澳門。

## 經歷

### 澳門

#### 幕前演出
程文政的歌曲風格多以跳脫和抒情見稱，有多首唱作歌曲在澳門流傳度甚廣，當中跳脫類的代表作《其實我好想瞓》和《硬幣》分別獲得第七屆和第十屆《澳廣視至愛新聽力頒獎音樂會》的《至愛歌曲獎》，而抒情類的代表作《約會》更獲得《澳廣視至愛新聽力頒獎音樂會》的《最佳作曲獎》，憑著獨特的歌曲風格和超水準的台風，他的音樂表演造詣深受行內外界肯定，並為他日後的創作注入強烈的信心。
程文政於2011年度「澳廣視至愛新聽力頒獎音樂會」中，以《背對背》奪得了「至愛歌曲獎」；2012年度「澳廣視至愛新聽力頒獎音樂會」更連續以兩首創作《英英》及《始終》奪得了「至愛歌曲獎」，其中《始終》一曲再次為他帶來了「最佳作曲」獎項，成為首個澳門創作人兩次奪得「最佳作曲」的獎項。
2013年以及2014年度「澳廣視至愛新聽力頒獎音樂會」以《硬幣》及《家裡的餐桌》奪得了「至愛歌曲獎」及「特別嘉許獎」。2014年舉行了首場個人音樂會《政是音樂》以及星際《澳門聲音》音樂會。
2015年以《家裡的餐桌》奪得「內地華語金曲獎」「優秀新人獎」，同年奪得「香港新城勁爆頒獎禮2015」「新城勁爆新登場海外歌手銀獎」。
2016年以組合BIGBAG的《Zombi Boy》奪得「澳廣視至愛新聽力頒獎音樂會」「至愛歌曲獎」及「最佳填詞獎」。同年以組合BIGBAG的《Zombi Boy》奪得「澳MV頒獎禮」「最佳燈光」。
2017年初推出首張個人專輯《沒有更像》及後以獨立藝人身份進入「SIM澳門樂壇頒獎禮」「最佳年度專輯五強」「最佳男歌手五強」「最佳司儀五強」「最受歡迎司儀五強」「最受歡迎組合五強」「最受歡迎新進演藝人組合五強」。
同年更以《沒有更像》奪得「澳MV頒獎禮」「最佳表現男歌手」「最佳男演員」「最佳男演員」「最佳視覺效果」。程文政更與舞台劇演員嚴小惠以導演身份為培華中學戲劇組奪得「第二十六屆校際戲劇比賽」「優秀劇本」「優秀導演」「優秀男／女主角」。2017年尾更與澳門弦樂協會合作演出「迪士尼音樂會」。
2020年更奪得專業音樂MACA流行歌曲創作大賽「冠軍歌曲」及 「最佳作曲」獎項。
除了是位受歡迎的唱作歌手外，程文政還是位專業的主持人和棟篤笑表演者，更被公認是位「笑匠」，擅於帶動現場氣氛，他亦曾舉行多場棟篤笑，包括一連五場的《天造之才小小 Show》，將歡樂融入表演藝術中，娛樂大眾，有程文政的地方，總會有歡樂的笑聲。他更積極參與多套戲劇演出，包括與兩岸五地歌手演員－泳兒和林曉培等、創作人李峻一合作的大型音樂劇《天狐變》，以及2012年音乐剧《芝麻高高歌剧团》，2013年《芝麻高高歌剧团2 – 我们的光荣路》《芝麻高高歌剧团2 – 我们的光荣路前传 – 曙光初现》，2014年《芝麻高高歌III – D之殺人事件》，2015年音乐剧《芝麻高高歌剧团4 – 西门奇侠传》，2018年音乐剧《我係歌手》，2019年音乐剧《巴士司機》，2019年音乐剧《女俠無用》，2019年音乐剧《我係歌手(中國藝術節上海站)》我係歌手(中國藝術節上海站)，2019年音乐剧 《我係歌手(廣州站)》。
程文政亦是澳門首個舉行售票的個人棟篤笑的演藝人，其中
- 2009年栋笃笑《讲多个唱》
- 2011年澳门艺穗栋笃笑《亚洲超级巨星工坊》
- 2012年一連五場栋笃笑《天造之才小小SHOW》
- 2013年及2014年更與澳門古典鋼琴手陳偉民先生創作了集合古典音樂及棟篤笑元素的全新演出《鬼馬音樂狂想曲之古典音樂笑賞會》
- 2015年於金沙劇場演出栋笃笑《金盘洗手Goodbye show》
- 2017年演出澳门艺穗栋笃笑《Seven 噏》
- 2021年澳門藝穗節2021《鴛鴦亂打大龍鳳棟篤笑》
- 2022年《TALK KINGS 棟篤笑》

為澳門棟篤笑更新定義。
2017年程文政更初次參與导演工作，分別擔任澳门培华中学校际戏剧比赛短剧导演，以及出任澳门民政总署<环境卫生美洁双侠>短剧导演。
2019年擔任「龍世傑作品展HeyMyFriends創作音樂會」導演。
2020年至2021年擔任10場「Sound in MaCloud talk & jam」導演及監製。
2021年擔任芝麻gogo歌劇團8「一念」導演、編劇、填詞。

#### 幕後製作
除了幕前表演，程文政也是一位活躍於幕後製作的製作人，曾為多套戲劇編劇，以及為多位港澳知名歌手創作歌曲，當中包括參與陳慧敏首支主打歌《始終》的作曲，更獲得一致好評，得到獲得第十屆《澳廣視至愛新聽力頒獎音樂會》的《最佳作曲獎》、《至愛歌曲獎》及《至愛金曲獎》三大獎項。
程文政由獨立歌手演變成今時今日創作人身份，不少作品獨力包辦「曲詞唱」三方面，多年來曾勇奪不少個人創作獎項，除了個人作品，亦為澳門不少音樂人擔任作曲填詞一職，2020年更奪得MACA流行歌曲創作大賽「冠軍歌曲」 「最佳作曲」。
曾與中港澳多位歌⼿合作，包括陳慧敏、馬曼莉、彭永琛等，亦曾參與澳門回歸祖國二十周年《承傳。感恩》聯合音樂會大會主題曲填詞⼀職，以及為內地歌手Erick《A-story》填寫整張專輯，至今曲詞作品超過五十首，近年亦積極舉辦不同創作及幕前幕後⼯作坊，以培養更多創作愛好者，提升澳門的創作⽂化。

### 香港及內地
2014年程文政積極在香港和內地宣傳，登上各大電視台及電台節目，包括nowTV芒果台的熱門音樂節目《操控音樂》、廣州交通電台《爆娛樂》、番禺電台《一個女人的蘇Time》。

## 歌曲作品列表

### 2004年
| - 盧榮儀-救我（程文政 填詞） |

### 2006年
| - 音樂達人（程文政 主唱/作曲/填詞） |

### 2007年
| - 彼岸花（程文政 主唱/填詞） |

### 2008年
| - 程文政 - 約會（程文政 主唱/作曲/填詞） | - 吳伽納 - 陌路人（作曲/填詞) |

- 程文政,吳伽納-良朋日記(主唱)

### 2009年
| - 任施思-我們的夢那裡（程文政 填詞） - 盧榮儀-枕邊人（程文政 作曲/填詞） | - 孫鳳鳴-大明sing (程文政 填詞) |

### 2010年
| - 程文政 - 其實我好想瞓（程文政 主唱/填詞） | - 閃光（程文政 主唱/作曲） |

### 2011年
| - 程文政 - 一個人的大時代（主唱/作曲/填詞) | - 馬曼莉 - 背對背（作曲） |

### 2012年
| - 程文政 - 小天才（主唱/作曲(潘君堡)/填詞) - 周佩英 - 英英（作曲/填詞) | - 陳慧敏 - 始終（作曲） - 蕭汶靜 - 憶年（作曲/填詞) |

### 2013年
| - 程文政 - 人情（主唱/作曲/填詞) - 程文政 - 硬幣（主唱/作曲) | - 李永漢 - 窩心（填詞） |

- 天高地厚(主唱)

### 2014年
| - 程文政 - 家裡的餐桌（主唱/作曲) - 程文政featuring陳偉成 - 快樂頌（主唱/作曲(潘君堡)/填詞(Catherine Choi)) | - 禤泳倫-明日雨(作曲/填詞) - 你可以(主唱) - 趙崇灝、李永漢、楊迦禧、李嘉鴻、黃曉南、周麗玲- 木人巷 （作曲） |

### 2015年
- 程文政-可惜我愛懷念(主唱/作曲/填詞)
- 陳佳-最後年華(作曲/填詞)

### 2016年
- BIG BAG-閂冷氣哦(主唱/作曲(陳浩業)/填詞)
- BIG BAG-Zombi Boy(主唱/作曲(陳浩業)/填詞)
- 陳倚俐-抹黑(作曲)
- 小城說法(填詞)

### 2017年
- 程文政-沒有更像(主唱/作曲)
- 程文政-各取所需(主唱/作曲)
- 程文政-喜宴(主唱/作曲/填詞)
- Queena-碎花(作曲/填詞)
- KAVH-逆流(填詞)

|  |

### 2018年
- 歐陽兆樺-阿笨與阿占(填詞)

### 2019年
- 龍世傑-Hey my friends(作曲)
- Erick-好感(填詞)
- Erick-一世之最(填詞)
- Erick-明日以後(填詞)
- Erick-慾求未滿(作曲)(填詞)
- Erick-天空之大(填詞)
- Erick-無罪之人(填詞)
- Erick-如若…會再見(填詞)
- 彭永琛-天真不再(填詞)
- 澳門歌手-承傳(填詞)

澳門回歸祖國20周年《承傳。感恩》聯合音樂會大會主題曲
- 澳門歌手-傳遞學(填詞)

### 2020年
- 歐陽兆樺-大將(填詞)
- 歐陽兆樺-2020(作曲)(填詞)
- 灰藍汽球-四方果(填詞)

### 2021年
- 禤泳倫-絲質襯衫(填詞)
- Fiona Seraph-圈(作曲)(填詞)

### 2022年
- Erick-岳不群(作曲)(填詞)
- 李永漢-最美好的歌(作曲)(填詞)
- 放學後(作曲)(填詞)
- 程文政-留班

### 2023年
- 程文政/李連錦-信望愛(作曲)(填詞)

## 演出作品

### 舞台劇

#### 2007年
- 愛上龍華阿GOGO

#### 2008年
- 唱得喜音樂會

#### 2009年
- 棟篤笑《講多個唱》
- 上海世博表演嘉賓

#### 2011年
- 澳門藝穗棟篤笑《亞洲超級巨星工坊》

#### 2012年
- 音樂劇《芝麻高高歌劇團》
- 棟篤笑《天造之才小小SHOW》

#### 2013年
- 音樂劇《芝麻高高歌劇團2 – 我們的光榮路》
- 音樂劇《芝麻高高歌劇團2 – 我們的光榮路前傳 – 曙光初現》
- 音樂劇《天狐變》
- 棟篤笑《鬼馬音樂狂想曲之古典音樂笑賞會》

#### 2014年
- 音樂劇《芝麻高高歌劇團3 – D之殺人事件》
- 棟篤笑《鬼馬音樂狂想曲之古典音樂笑賞會2》
- 澳門星際<澳門好聲音音樂會>
- 個人音樂會<政是音樂>

#### 2015年
- 音樂劇《芝麻高高歌劇團4 – 西門奇俠傳》
- 棟篤笑《金盤洗手Goodbye show》

#### 2017年
- 澳門藝穗棟篤笑《Seven 噏》
- 澳門弦樂協會之THE DISNEY MUSIC SHOW
- 出任澳門培華中學校際戲劇比賽短劇導演《蛋白杏仁茶》
- 出任澳門文政總署<環境衛生美潔雙俠>短劇導演
- 歌舞星輝躍濠江

#### 2018年
- 音樂劇《我係歌手》
- 舊約新橋音樂會

#### 2019年
- 音樂劇《女俠無用》
- 音樂劇《我係歌手》(中國藝術節上海站)
- 音樂劇《我係歌手》(廣州站)
- 音樂劇《巴士司機》
- 兒童音樂劇《芝麻高高歌劇團7 – 如果樹》
- CEM 源創.緣聚音樂會
- 澳門回歸祖國二十周年《濠江情中國心》文藝晚會
- 澳門回歸祖國二十周年《承傳 感恩》聯合音樂會
- 龍世傑作品展HeyMyFriends創作音樂會

#### 2020年
- 好起來SIM演藝演唱會
- Sound in Macloud talk & jam live

#### 2021年
- 澳門藝穗節2021鴛鴦亂打大龍鳳棟篤笑
- 音樂劇《芝麻高高歌劇團8 - 一念》

#### 2022年
- Talk Kings 棟篤笑

## 獎項

### 2008年
- 第六屆澳廣視至愛新聽力 ── 至愛作曲獎《約會》(主唱/作曲/填詞)

### 2009年
- 第七屆澳廣視至愛新聽力 ── 至愛金曲獎《其實我好想瞓》(主唱/填詞)

### 2011年
- 第九屆澳廣視至愛新聽力 ── 至愛金曲獎《背對背》 (作曲)

### 2012年
- 第十屆澳廣視至愛新聽力 ── 至愛金曲獎《始終》 (作曲)
- 第十屆澳廣視至愛新聽力 ── 最佳作曲獎《始終》 (作曲)
- 第十屆澳廣視至愛新聽力 ── 至愛歌曲獎《始終》 (作曲)
- 第十屆澳廣視至愛新聽力 ── 至愛金曲獎《英英》 (作曲/填詞)

### 2013年
- 第十一屆澳廣視至愛新聽力 ── 至愛歌曲獎《硬幣》(主唱/作曲)

### 2014年
- 第十二屆澳廣視至愛新聽力 ── 至愛歌曲獎《家裡的餐桌》(主唱/作曲)

### 2015年
- 華語金曲獎 ── 優秀新人獎
- 新城勁爆頒獎禮2015 ── 新城勁爆新登場海外歌手（銀獎）

### 2016年
- 第十四屆澳廣視至愛新聽力 ──至愛歌曲獎《Zombi Boy》(主唱/填詞)
- 第十四屆澳廣視至愛新聽力 ──最佳填詞獎《Zombi Boy》(主唱/填詞)

### 2017年
- SIM澳門樂壇頒獎禮──最佳男歌手(最後五強)
- SIM澳門樂壇頒獎禮──最佳司儀(最後五強)
- SIM澳門樂壇頒獎禮──最受歡迎司儀(最後五強)
- SIM澳門樂壇頒獎禮──最受歡迎組合(最後五強)
- SIM澳門樂壇頒獎禮──最受歡迎新進演藝人組合(最後五強)

- 澳MV頒獎禮──最佳表現男歌手(《沒有更像》)
- 澳MV頒獎禮──最佳男演員(《沒有更像》)
- 澳MV頒獎禮──最佳視覺效果(《沒有更像》)

- 第二十六屆校際戲劇比賽──「優秀劇本」
- 第二十六屆校際戲劇比賽──「優秀導演」
- 第二十六屆校際戲劇比賽──「優秀男／女主角」

### 2020年
- MACA流行歌曲創作大賽2020-「冠軍歌曲」 「最佳作曲」《2020》

### 2021年
- 第十八屆澳廣視至愛新聽力 ─ 「至愛歌曲獎」《絲質襯衫》(填詞)

## 外部連結
- 程文政Facebook
- 程文政Instagram
- 程文政Youtube Channel （页面存档备份，存于）
- 程文政抖音 （页面存档备份，存于）
- 程文政MAA （页面存档备份，存于）